# Dolní Heřmanice
Dolní Heřmanice (in tedesco Unter Herschmanitz) è un comune ceco situato nel distretto di Žďár nad Sázavou, nella regione di Vysočina.